# Zbjegovača
Zbjegovača es una localidad de Croacia situada en el municipio de Kutina, en el condado de Sisak-Moslavina. Según el censo de 2021, tiene una población de 311 habitantes.

## Demografía
| Gráfica de población de Zbjegovača 1869-2021                       |
|                                                                    |
| Según los censos de población de la Oficina de Estadísticas Croata |